# Badula insularis
Badula insularis är en viveväxtart som beskrevs av A. Dc. Badula insularis ingår i släktet Badula och familjen viveväxter. Inga underarter finns listade i Catalogue of Life.